# Teriyaki

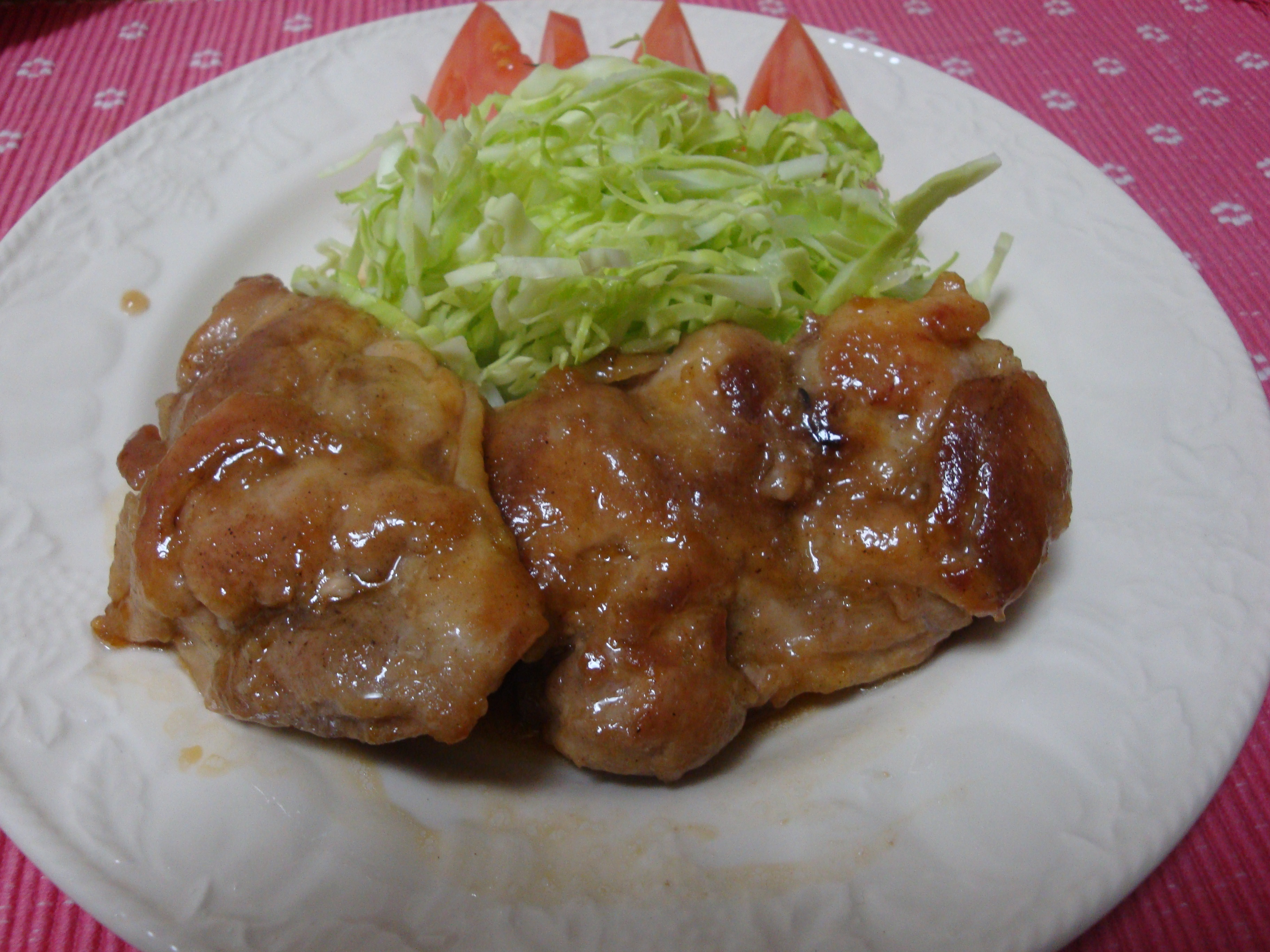
Hühnchen-Teriyaki mit Teriyaki-Sauce und Salat, Japan 2009

Teriyaki (jap. 照り焼き – von teri 照り ‚Glanz, Schimmer, Glasur‘ und yaku – 焼く ‚grillen, braten, rösten, backen‘) ist eine Zubereitungsart in der japanischen Küche, bei der Fisch (gewöhnlich eine Fischart der Familie der Stachelmakrelen) mit süßen und scharfen Soßen mariniert und dann gebraten, gegrillt oder geröstet werden. Teriyaki mit Fleisch (besonders Rindfleisch oder Geflügel) sind ein Rückimport aus den USA und wurden erst 1973 in Form eines Teriyaki-Burgers durch MOS Burger in Japan eingeführt.
Gerichte dieser Art sind auch in China, Thailand und anderen ostasiatischen Regionen verbreitet.

## Amerikanische Teriyaki-Sauce
Während es in Japan nur wenig fertige Teriyaki-Saucen im Handel gibt – da alle vier Zutaten der Sauce zur japanischen Küchengrundausstattung gehören (fünf mit Sesamöl zum Anbraten, siehe unten) – führte das Unternehmen Kikkoman 1957 eine Teriyaki-Fertigsauce in den USA ein. Diese Sauce hat jedoch mit den eigentlichen Zutaten und der traditionellen Zubereitung in Japan wenig gemein. Die dazugehörende „Teriyaki-Sauce nach amerikanischer Art“ ist eine Mischung aus Sojasauce mit Mirin (Reiswein) oder Sake und weiteren Zutaten. Die Sauce sorgt für den Glanz, die Zartheit des Fleisches und den besonderen Geschmack der Gerichte und ist auch als industrielles Produkt im Handel erhältlich.
Die „Teriyaki-Sauce nach amerikanischer Art“ wird zubereitet, indem man Sojasauce, Sake, Mirin und Zucker zu gleichen Teilen mischt und bei geringer Hitze köcheln und auf etwa die Hälfte des ursprünglichen Volumens reduziert. Das Einkochen bei niedriger Hitze wird angestrebt, damit einerseits der Alkohol aus dem Sake nicht vollständig verdunstet (dies soll erst während des Bratens oder Grillens passieren) und andererseits der Zucker nicht karamellisiert. Je nach Zweck der Marinade wird statt weißem Zucker auch brauner Zucker oder Honig verwendet. Andere Zutaten können Paprika, Ingwer und Bestandteile von Zitrusfrüchten (Saft, Schalenabrieb, Filets) sein. Knoblauch und Zwiebeln gehören gewöhnlich nicht dazu.

## Japanische Zubereitung
In Japan werden Speisen nach der Teriyaki-Zubereitung erst in Sesamöl angebraten und dann mit einer vorbereiteten Mischung aus den vier Zutaten übergossen und fertiggegart. Das Mengenverhältnis der vier Grundzutaten aus Sojasauce, Mirin, Sake und Zucker ist im Verhältnis 1:1:1:1 nach Volumen.